# Чорний (струмок)
Чорний — струмок в Україні у Тячівському районі Закарпатської області. Права притока річки Тересви (басейн Дунаю).

## Опис
Довжина струмка приблизно 3,92 км, найкоротша відстань між витоком і гирлом — 3,71  км, коефіцієнт звивистості річки — 1,06 . Формується багатьма струмками.

## Розташування
Бере початок на північно-східних схилах хребта Красна. Тече переважно на північний схід і у селищі Усть-Чорна впадає у річку Тересву, праву притоку річки Тиси.

## Цікаві факти
- У селищі Усть-Чорна струмок перетинає автошлях Т 0728[2].
- На лівому березі струмка розташований Керничний заказник[2].